# Risco tambor
El Risco tambor o Risco del tambor pertenece al tramo final de los Montes de Toledo, es el monte más conocido en el pueblo toledano de Los Navalucillos, que se extiende en su falda. Tiene una altura de 902 metros, posee una cima verde y rocosa al contrario que su falda que se encuentra yerma y seca en verano, en invierno se dan cultivos en esta zona.

## Flora y fauna
En este monte se extienden: cultivos de cereales, olivares, pastos, y encinas en la cumbre que crecen entre las rocas graníticas (típicas de las cumbres de los Montes de Toledo). La fauna es reducida: algunos conejos, y aves rapaces en su cumbre.

## Clima
Tiene un clima completamente mediterráneo continental: temperaturas muy cálidas en verano, precipitaciones en octubre y abril principalmente, inviernos gélidos pero con rarísimas nevadas.